# ارتجاج في المخ (فلم)
ارتجاج في المخ هو فيلم دراما تم إنتاجه في الولايات المتحدة وصدر في سنة 2015. الفيلم من إخراج بيتر لانديسمان من بطولة ويل سميث وأليك بالدوين وبول ريزر ولوك ويلسن وديفيد مورس.

## القصة
يكتشف الطبيب بينيت أومالو المتخصص في أمراض المخ والأعصاب انتشار نوع من الارتجاجات في المخ لدى لاعبي كرة القدم الأمريكية، ويحاول أن يعلن عن اكتشافه، لكنه يدخل في حرب مع أكبر المؤسسات النافذة في الرياضة لكي يقوموا بإسكاته.

## الميزانية والإيرادات
بلغت تكلفة إنتاج الفيلم حوالي 35 مليون دولار بينما حقق إيرادات تقدر بـ 34 مليون دولار.

## وصلات خارجية
- مقالات تستعمل روابط فنية بلا صلة مع ويكي بيانات